# Seznam mexických spisovatelů
Seznam mexických spisovatelů obsahuje přehled některých významných spisovatelů, narozených nebo převážně publikujících v Mexiku. 

## A
- Homero Aridjis (* 1940)
- Juan José Arreola (1918–2001), spisovatel

## B
- Sabina Berman (* 1955)

## C
- Bartolomé de las Casas (1484–1566), misionář
- Rosario Castellanos (1925–1974), básnířka a autorka románů

## F
- Carlos Fuentes (* 1928)

## G
- Margo Glantz (* 1930), prozaička

## H
- Yuri Herrera (* 1970)

## J
- Sor Juana Inés de la Cruz (1651–1695), básnířka

## P
- José Emilio Pacheco (1939–2014)
- Fernando del Paso (1935–2018)
- Octavio Paz (1914–1998)
- Elena Poniatowska (* 1932), novinářka a spisovatelka

## R
- Emilio Rabasa (1856–1930)
- Fernando Robles (1897– 1974)
- Juan Rulfo (1917–1986)

## V
- Juan Villoro (* 1956), novinář, spisovatel a překladatel